# Genaro Vázquez Sección Tres
Genaro Vázquez Sección Tres är en ort i Mexiko.   Den ligger i kommunen Tijuana och delstaten Baja California, i den nordvästra delen av landet, 2 300 km nordväst om huvudstaden Mexico City. Genaro Vázquez Sección Tres ligger 335 meter över havet och antalet invånare är 535.
Terrängen runt Genaro Vázquez Sección Tres är huvudsakligen lite kuperad. Genaro Vázquez Sección Tres ligger uppe på en höjd. Runt Genaro Vázquez Sección Tres är det tätbefolkat, med 913 invånare per kvadratkilometer. Närmaste större samhälle är Tijuana, 7,6 km norr om Genaro Vázquez Sección Tres. Omgivningarna runt Genaro Vázquez Sección Tres är i huvudsak ett öppet busklandskap.